# Poires et raisins sur une table
Poires et raisins sur une table est un tableau réalisé par Juan Gris durant l'automne 1913 à Céret. Cette huile sur toile est une nature morte cubiste représentant des poires et des raisins ainsi que des verres et des journaux sur une table. Partie d'une collection privée, elle est conservée au Metropolitan Museum of Art de New York, à qui elle est promise.

## Expositions
- Le Cubisme, Centre national d'art et de culture Georges-Pompidou, Paris, 2018-2019.